# 海南野桐
海南野桐（学名：Mallotus hainanensis）为大戟科野桐属下的一个种。其种加词“hainanensis”意为“海南的”。
现接受名为Mallotus lanceolatus (Gagnep.) Airy Shaw, 1968。